# Расгетиму
Расгетиму (мальд. ރަސްގެތީމު) — остров в Мальдивском архипелаге, в северной части атолла Раа. Входит в состав Северной провинции Мальдивской республики.
Согласно «Повести о Коимале», часть которой приводится Туром Хейердалом в книге «Мальдивская загадка», именно у острова Расгетиму в первой половине XII века стоял корабль принца из королевского рода Коималы Кало, женатого на дочери цейлонского короля, которого впоследствии дивехи провозгласили своим султаном. Таким образом, именно на Расгетиму было положено фактическое начало мальдивской государственности.
Наименование острова образовано от существительных «расге» и «тиму», образующееся из которых словосочетание в переводе означает «королевский остров».